# The One med Prom Video
The One med Prom Video er den fjortende afsnit af anden sæson af den amerikanske komedie-serie Venner, som blev sendt på NBC 1. februar 1996 for første gang.  Episoden fokuserer på hovedpersonerne Monica og Rachel gøre sig klar til deres high school prom. En subplot ser en nu velhavende Joey give hans roomie Chandler en usædvanlig gave.
Episoden blev instrueret af James Burrows og skrevet af Alexa Junge Gæstestjerner i episoden er Elliott Gould og Christina Pickles som Jack og Judy Geller, Michael Ray Bower som Monicas date og Patrick Kerr som restaurantmanager.

## Plot
Joey, som nu tjener penge, giver Chandler en spraglet guldarmbånd som tak for at betale for husleje og fødevarer. Chandler håner det, da det koster ham en date, som gør Joey ked af det, da han overhører det. Chandler lover at aldrig tage det af igen, men finder straks ud af, at han ikke kan finde det. Han køber et nyt armbånd, men det oprindelige bliver fundet kort tid efter. Han giver en til Joey, for at reparerer deres venskab.
Ross fortsætter med at søge tilgivelse fra Rachel efter at have fornærmet hende i en tidligere episode , men hun fortæller ham, at de som et par aldrig vil lykkes. Monica's forældre bringer kasser med hendes ejendele til hendes lejlighed, og hun finder en video af hende og Rachel blive klar til deres prom i High School.
De venner beslutter at se videoen, selvom Ross' protester. På videoen, er Rachel's date ikke ankommet, og Monica nægter at gå til skolebal uden hende. Fru Geller overbeviser Ross om at tage sin fars smoking på og tage Rachel med til ballet. Ross indvilliger modstræbende, men den tid det tager, at før han er klædt på og klar til at gå, er Chip ankommet og pigerne forlader stedet. Videoen slutter med Ross ser skuffet og afvist ud. Rachel, rørt af Ross' gestus, rejser sig og kysser Ross. Hun tilgiver ham for hvad der er sket mellem dem. 

## Produktion
Producenterne havde holdt Ross og Rachel fra at være sammen i hele den første sæson, for at i sidste ende bringe dem sammen i den anden sæson, i episoden "The One Where Ross Finds Out", kun for at splitte dem op i den følgende episode (The One with the List). 

## Medvirkende

### Hovedpersonerne
| Skuespiller      | Rolle          |
| ---------------- | -------------- |
| Jennifer Aniston | Rachel Green   |
| Courteney Cox    | Monica Geller  |
| Lisa Kudrow      | Phoebe Buffay  |
| Matt LeBlanc     | Joey Tribbiani |
| Matthew Perry    | Chandler Bing  |
| David Schwimmer  | Ross Geller    |

### Gæstemedvirkende
| Skuespiller       | Rolle              |
| ----------------- | ------------------ |
| Elliott Gould     | Jack Geller        |
| Christina Pickles | Judy Geller        |
| Michael Ray Bower | Monicas date       |
| Patrick Kerr      | Restaurantmanager. |